# Elena Fanaïlova
Yelena ou Elena Nikoláyevna Fanaïlova (en russe : Еле́на Никола́евна Фана́йлова), née le 19 décembre 1962, est une poétesse russe, prix Andreï-Biély 1999, en poésie.

## Biographie
Elle naît à Voronej, une ville située sur la rivière Voronej à environ 12 km du confluent avec le Don, et effectue des études linguistiques et des études médicales. Elle est également licenciée  en journalisme à l'université d'État de Voronej. Elle travaille six ans comme médecin dans l'hôpital régional de Voronej,. En 1994, elle publie son premier recueil de poésie, Путешествие (Le voyage). En 1995, elle devient correspondante de la Radio Free Europe (ou radio Svoboda), animant une émission culturelle. Depuis la fin des années 1990, elle habite et travaille à Moscou.
Outre ses recueils de poésie, elle contribue à des critiques littéraires pour différentes revues : Znamia, Novoe literaturnoe obozrenie, Mitin Zhurnal,  et d'autres,. Elle est aussi traductrice, notamment de la poésie de Serhiy Jadan, poète ukrainien. Elle a reçu le prix Andreï Biély en 1999, et le prix Moskovskiy schyot en 2003.

## Œuvre
Son écriture passe de courts quatrains, dans ses premières publications, des images du quotidien observées d’un œil vif rappelant Marina Tsvetaïeva, à des formes plus souples de  vers libres, utilisant une syntaxe brève et limpide. Sa poésie devient plus audacieuse au fur et à mesure de ses écrits. Elle mêle dans ses poèmes de multiples facettes, la politique, l'histoire, les traumatismes de sa Russie natale, à des événements de sa vie personnelle, des auteurs qui l'ont marqué, etc, .

## Principales publications
- Путешествие (Le voyage), 1994.
- С особым цинизмом (Très cynique), 2000.
- Трансильвания беспокоит (Transylvanie perturbée), 2002.
- Русская версия (Version russe), 2005, livre et CD.
- Чёрные костюмы (Robes noires), 2008.

Des traductions de ses œuvres en anglais ont été publiées par la maison d'édition Ugly Duckling Presse.